# Passzív bankügylet
Passzív bankügyletek a betéteket gyűjtő, azok után kamatot fizető bankügyletek. A legrégebbi banki üzletág, mely során, a bank koncentrálja mások pénzét (betétgyűjtés), de igyekszik más műveletekkel is pénzhez jutni (értékpapír kibocsátás, más bankoktól hitelfelvétel). A megnevezés a bank mérlegére gyakorolt hatás eredményét jelenti, a mérleg jobb oldalán a források/passzívák között jelenik meg a betét. A forrásszerzés a külső források igénybevételét jelenti (fundingolás). A bank passzív műveleteinek jelentős szerep jut, hogy később aktív műveleteket tudjon végezni.
A passzív bankügyletek szerepe:
- Megteremtik a fizetési forgalom (pénzforgalom) lebonyolítás alapját
- Biztosítják a modern gazdaságok pénzforrásait, mert az összegyűjtött pénz átstrukturálása módot ad a hitelezési tevékenység jól szervezett megvalósítására

## Fajtái

### Betétgyűjtés és más visszafizetendő pénzeszköz elfogadása
A letéti üzletágból alakult ki. Kezdetben reguláris betétek voltak, amikor ugyan azt a darabot kellett visszaadni a tulajdonosnak,   később irreguláris betétek, amikor azonos értékű, de nem ugyanazon darabok kerültek vissza a gazdához. A bank által a betétekért fizetett kamat az alapösszegre vetítetten pénzben meghatározott ún. betéti kamat.
A betétek csoportosítása a következő módokon történhet:
- Lejárat szerint:
  - Rövidlejáratú betétek, elhelyezési ideje maximum 1 év
  - Közepes lejáratú betétek, elhelyezési ideje 1-5 éves időtartam
  - Hosszúlejáratú betétek, elhelyezési ideje 5 éven túli
- Tulajdonosok szerint:
  - Háztartások megtakarításai
  - Gazdálkodó szervezetek megtakarításai
  - Egyéb szervezetek megtakarításai
- Betét lekötés időtartama és felmondási módja szerint:
  - Látra szóló betétek, melyek a fizetési forgalom lebonyolítására szolgáló elszámolási betétszámlán képződnek
  - Lekötött betétek avagy határidős betétek, melyeket a tulajdonos határozott lejáratra leköt, így a felhasználása korlátozottá válik, de magasabb kamatra tarthat igényt. Korábbi igénybevétel esetén a bank a kamatszint módosításával szankcionál.
- Betét feletti rendelkezési jog szerint:
  - Bemutatóra szóló betétek: a bank nem vizsgálja a jogosultságot, az okmány bemutatása a kifizetés feltétele
  - Fenntartásos betétek / névre szóló betétek: a bank ellenőrzi a kivételi jogosultságot a kifizetéskor
- Megtakarítások kezelési formája szerint:
  - Folyószámlabetétek
  - Takarékbetétek
  - Értékpapírok
  - Egyéb betétek
- Pénznem szerint a betétek lehetnek:
  - Hazai pénznemben elhelyezettek
  - Devizabetétek
- Aszerint, hogy az ügyfél saját elhatározásából helyezte-e el a betétet:
  - Saját elhatározásból elhelyezett betét: az elhelyező célja, hogy az ideiglenesen felszabaduló pénzeszközeit hasznosítani tudja
  - Előírások alapján keletkezett betét (indukált betét): hatósági vagy banki előírás hatására elhelyezett betét, például bankok kötelező tartalékának elhelyezése, hatóság által előírt forintfedezet

### Banki értékpapír kibocsátása
Idegen forrás bevonására a bankok értékpapírt bocsáthatnak ki, melyeket a befektetők lejegyeznek. Ebben az esetben az értékpapír lejáratakor szűnik meg a rendelkezésre álló forrás. Ezek lehetnek: 
- pénztárjegyek,
- letéti jegyek és
- záloglevelek.

### Hitelfelvétel(jegybanktólvagy más banktól)
A bankok más bankoktól, így a jegybanktól is igénybe vehetnek hiteleket. Ezek általában rövid lejáratúak (néhány naposak). Emellett a bankok egymásnak közép- és hosszú távú hiteleket is nyújtanak egymásnak. A más bankoktól felvett hitel, a bankközi hitelfelvét. Ezek e következők:
- Külön fedezet nélkül nyújtott bankhitelek (biankóhitelek)
- Lombardhitelek, melyek fedezeteként általában értékpapír áll, de lehet arany vagy egyéb értékes tárgy is
- A bank saját váltóinak vagy az általa leszámítolt váltók viszontleszámítolása

A refinanszírozási hitel kamatlába általában kedvezőbbek a betéteseknek nyújtottnál. A jegybank által nyújtott hitel a monetáris politika igen jelentős része.